# Idaea approximata
Idaea approximata là một loài bướm đêm trong họ Geometridae.